# Novomîkolaiivka, Lenine
Novomîkolaiivka (în ucraineană Новомиколаївка) este o comună în raionul Lenine, Republica Autonomă Crimeea, Ucraina, formată numai din satul de reședință.

## Demografie
Componența lingvistică a comunei Novomîkolaiivka
     Rusă (70,18%)
     Tătară crimeeană (17,37%)
     Ucraineană (11,74%)
     Alte limbi (0,21%)
Conform recensământului din 2001, majoritatea populației comunei Novomîkolaiivka era vorbitoare de rusă (70,18%), existând în minoritate și vorbitori de tătară crimeeană (17,37%) și ucraineană (11,74%).